# 五大明王

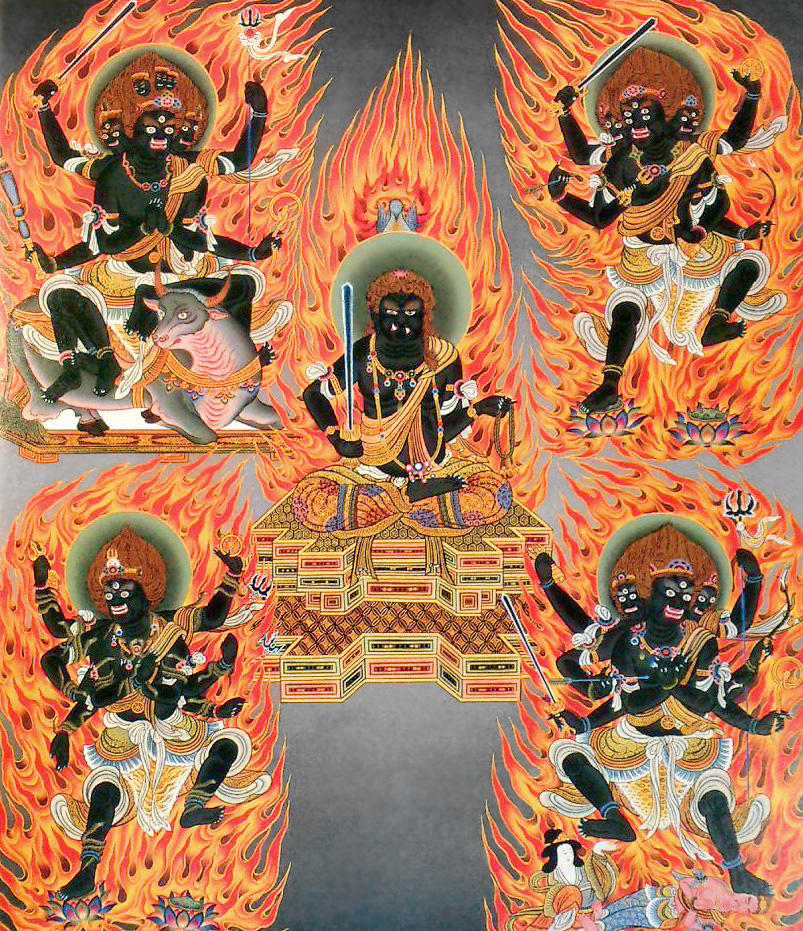
五大明王 中央は大日大聖不動明王、右下から時計回りに降三世夜叉明王、軍荼利夜叉明王、大威徳夜叉明王、金剛夜叉明王

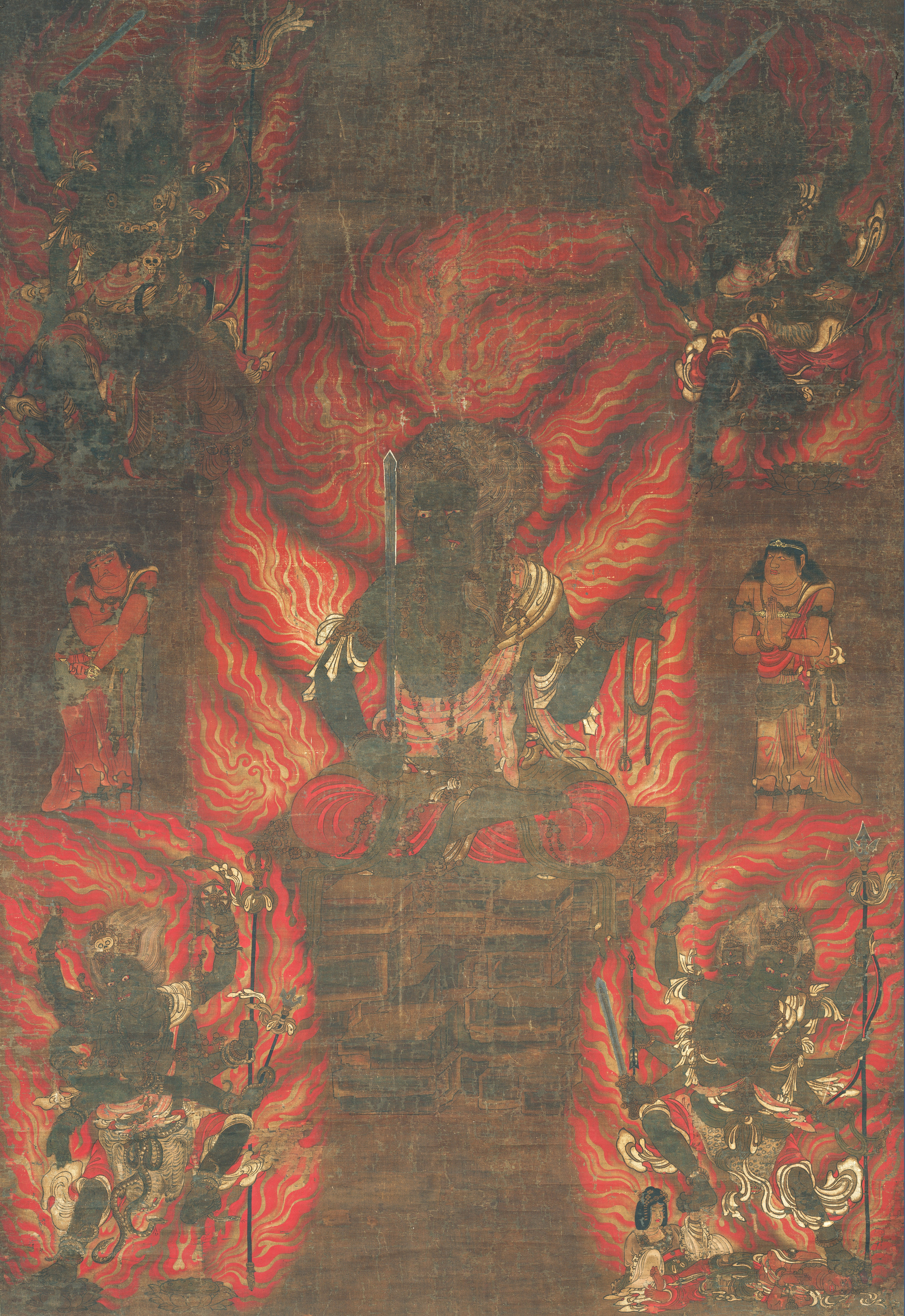
五大明王像 奈良国立博物館蔵

五大明王（ごだいみょうおう）は、仏教における信仰対象であり、密教特有の尊格である明王のうち、中心的役割を担う五つの明王を組み合わせたものである。本来は別個の尊格として起こった明王たちが、中心となる不動明王を元にして配置されたものである。

## 概説
彫像、画像等では、不動明王が中心に位置し、東に降三世明王、南に軍荼利明王、西に大威徳明王、北に金剛夜叉明王を配する場合が多い。なお、この配置は真言宗に伝承される密教（東密）のものであり、天台宗に伝承される密教（台密）においては金剛夜叉明王の代わりに烏枢沙摩明王が五大明王の一尊として数えられる。
五大明王像は日本において盛んに造像されたが、中国でも若干の遺例を見ることができる。日本では、密教が平安時代前期に隆盛したことから、五壇法の本尊として五大明王が祀られた。日本における代表的な造像例としては、京都の東寺講堂に安置されている平安時代前半の像（国宝）が知られる。その造像は、講堂が創建された承和6年（839年）頃と推定されている。この他、各地の寺院に彫像があるほか、画像も東寺、醍醐寺等に残存している。
五大明王の配置
- 中央 - 不動明王 - 大日如来の教令輪身
- 東方 - 降三世明王 - 阿閦如来の教令輪身
- 南方 - 軍荼利明王 - 宝生如来の教令輪身
- 西方 - 大威徳明王 - 阿弥陀如来の教令輪身
- 北方 - 金剛夜叉明王（東密系） - 不空成就如来の教令輪身 または 烏枢沙摩明王（台密系）

## 日本の主な五大明王像
全作例を列挙することは不可能なため、国宝または重要文化財に指定された物件を列挙するにとどめる。
絵画
- 岐阜県 来振寺本 国宝 東密系の画像
- 滋賀県 芦浦観音寺本 重要文化財 不動明王像を欠く。
- 京都府 東寺本 国宝
- 京都府 醍醐寺本 国宝
- 奈良国立博物館本 重要文化財 1幅に五大明王と制吒迦童子・矜羯羅童子を描く。

彫刻
- 京都府　東寺講堂像　国宝
- 京都府　大覚寺像 明円作　重要文化財
- 京都府　醍醐寺像（上醍醐五大堂）　重要文化財
- 京都府　醍醐寺像（霊宝館）　重要文化財
- 滋賀県　金勝寺像　(軍荼利明王独尊にて安置)　重要文化財
- 奈良県　不退寺像　重要文化財
- 奈良県　宝山寺像 湛海作　重要文化財
- 宮城県　瑞巌寺（松島五大堂）像　重要文化財
- 三重県　常福寺像　重要文化財
- 千葉県　成田山新勝寺（平和大塔）像　重要文化財

（※「重要文化財」は、文化財保護法第27条により日本国文部科学大臣が指定したもの（「国の重要文化財」）を指す。）
来振寺本

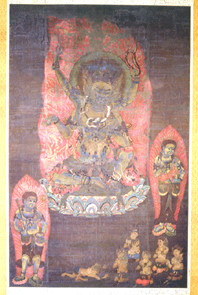
烏蒭沙摩明王
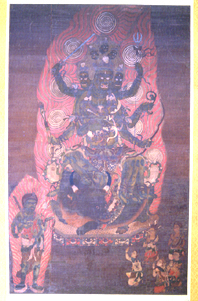
大威徳明王
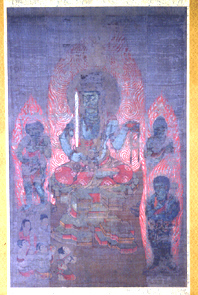
不動明王
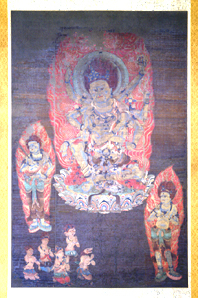
軍荼利明王
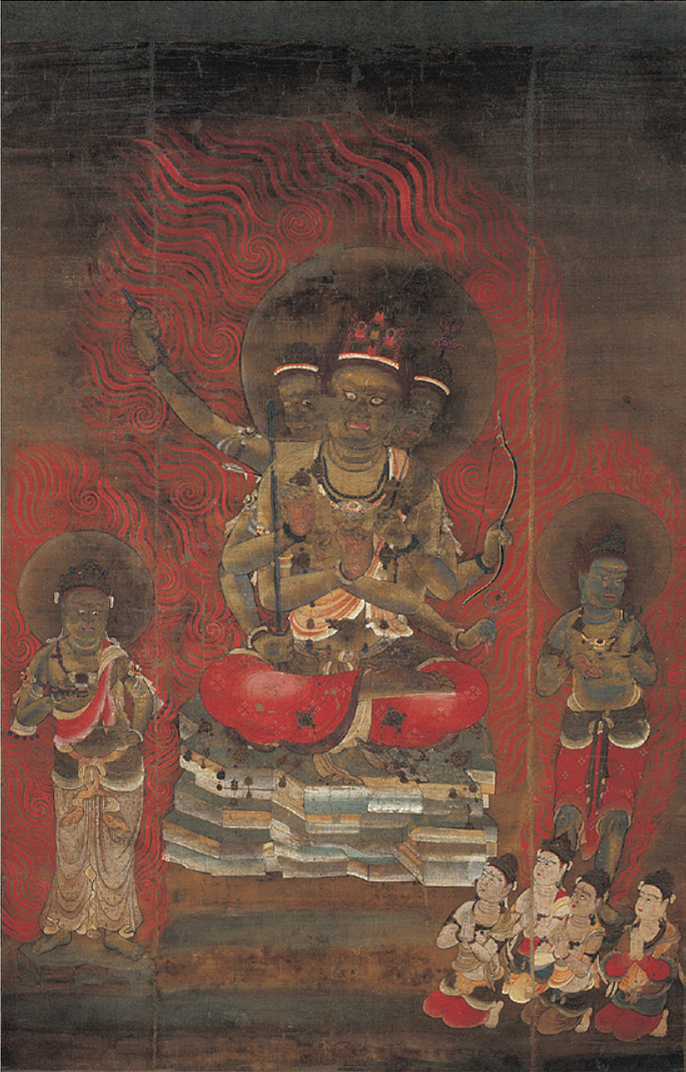
降三世明王